# Nina Roth
Nina Roth z domu Spatola (ur. 21 lipca 1988 w McFarland) – amerykańska curlerka, olimpijka z Zimowych Igrzysk Olimpijskich 2018 oraz 2022, zdobywczyni brązowego medalu na mistrzostwach świata w 2021 roku.

## Kariera
Nina Spatola dwukrotnie prowadziła amerykańską drużynę na mistrzostwach świata juniorów, w 2006 i 2008 roku. W 2010 grała jako trzecia na mistrzostwach świata, w drużynie dowodzonej przez Erikę Brown. Amerykanki zajęły wtedy 5. miejsce. Ponownie na mistrzostwach wystąpiła w 2017, już jako skip. Również wtedy ukończyła rywalizację na 5. miejscu.
Rok później z Tabithą Peterson, Aileen Geving, Beccą Hamilton i Cory Christensen wystąpiła na Igrzyskach Olimpijskich w Pjongczangu. Zajęły tam 8. miejsce, wygrywając cztery mecze i przegrywając 5.
W 2021 roku Roth występowała jako trzecia w drużynie Tabithy Peterson na mistrzostwach świata w Calgary. Drużyna awansowała do fazy play-off, gdzie pokonała reprezentację Danii (Madeleine Dupont), a następnie przegrała ze Szwajcarią (Silvana Tirinzoni), by w meczu o trzecie miejsce pokonać Szwecję (Anna Hasselborg) i wrócić z brązowych medalem.
W 2021 wraz z drużyną skipowaną przez Tabithę Peterson zdobyła brązowy medal na mistrzostwach świata w Calgary, w meczu o trzecie miejsce pokonując drużynę Anny Hasselborg. 
W listopadzie 2021 roku z tą samą drużyną zwyciężyła Olympic Trials, w finale pokonując zespół Cory Christensen. Podczas samych Igrzysk Olimpijskich 2022 drużyna odnotowała 4 zwycięstwa i 5 porażek, nie awansując do fazy play-off.

## Życie prywatne
Ukończyła pielęgniarstwo w Edgewood College. Jest również pielęgniarką z zawodu. W 2014 wzięła ślub z Tony Rothem.